# André Boniface Louis Riqueti de Mirabeau
André Boniface Louis Riquetti, vicomte af Mirabeau (30. november 1754 - 15. september 1792) var en fransk adelsmand, bror til Honoré Gabriel Riqueti de Mirabeau.
Han var søn af markis Victor Riqueti de Mirabeau. Han var som soldat med i den nordamerikanske frihedskrig, og han levede efter sin hjemkomst et næsten lige så uregelmæssigt liv som hans berømte bror, men uden at vise lignende evner. 1789 valgtes han som adelig repræsentant til stænderne, hvor han sluttede sig til de
konservative, men uden at få nogen indflydelse.